# Бурлуцька волость
Бурлуцька волость — адміністративно-територіальна одиниця Зміївського повіту Харківської губернії.
Старшиної волості був Пахота Осип Гаврилович, волосним писарем — Дяченко Микола Миколайович, головою волосного суду — Чепіль Микола Костянтинович.